# Paul Boyton

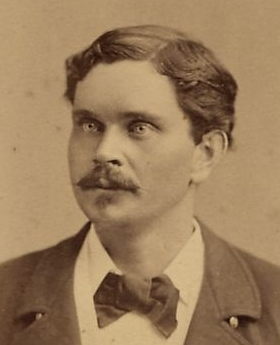
Paul Boyton

Paul Boyton (vaak foutief gespeld als Boynton) (29 juni 1848 - New York, 19 april 1924), beter bekend als de Fearless Frogman, was een showman en avonturier met watersport als hobby, in het bijzonder zwemmen in open water. Boyton, wiens geboorteplaats zowel in Pittsburgh als Dublin wordt gesitueerd, is het bekendst om zijn waterstunts die de hele wereld in de ban hielden. Zo stak hij Het Kanaal over in een innovatief rubberen pak, dat dezelfde functie had als een kajak.

## Leven
Boyton ging naar de Universiteit van Saint Francis in Loretto. Op reeds jonge leeftijd was hij al op zoek naar avontuur en trad daarom als 15-jarige toe tot Leger van de Unie tijdens de Amerikaanse Burgeroorlog. In zijn puberteit diende hij in de Mexicaanse marine onder Benito Juarez. Hij sloot zich aan bij de Fransen tijdens de Frans-Pruisische Oorlog. Uiteindelijk keerde hij terug naar de Verenigde Staten, waar hij hielp bij het organiseren van de United States Life-Saving Service, een van de voorlopers van de huidige United States Coast Guard. Later werd hij benoemd tot kapitein van de reddersdienst van Atlantic City.
In Atlantic City begon Boyton te experimenteren met een rubberen pak, ontworpen door C.S. Merriman, om passagiers van stoomschepen te redden. Dit eerste overlevingspak, dat Boytons handelsmerk zou worden, was eigenlijk gewoon een rubberen broek en shirt dat strak om het middel zat. In het pak zaten luchtzakken die de drager zelf kon vullen door het gebruik van buisjes. Net als de hedendaagse drysuits, hield het pak de drager ervan droog. Zo kon de drager ervan op zijn rug drijven, en hierbij gebruik maken van een dubbelzijdige peddel om zichzelf voort te bewegen.
Boyton maakte verschillende expedities met zijn pak. Zo zwom hij verschillende rivieren in Amerika en Europa af om het gebruik ervan te promoten. Boyton had altijd een kleine boot achter zich op zijn expedities, waarin hij zijn voorraden en persoonlijke bezittingen bewaarde. Soms nodigde hij journalisten uit om hem te vergezellen op zijn expedities. Boytons aankomst in kleine rivierstadjes werd vaak onthaald met veel bravoure.
Boyton deed onder andere volgende expedities: Hij stak Het Kanaal over in 24 uur (1875), hij peddelde 650 km op de Rijn (1875); van Alton naar St Louis op de Mississippi (1876), en in datzelfde jaar van Bayou Goula naar New Orleans, 160 km in 24 uur, 650 km op de Donau in zes dagen (1876); hij bezwom alle belangrijke rivieren van het continent, zwom door de kanalen van Venetië en stak de Straat van Gibraltar over. Daarna keerde hij terug naar de VS en dreef van Oil City naar de Golf van Mexico - 3770 km in 80 dagen. Zijn langste reis deed hij in 1881, toen hij van Cedar Creek naar Saint Louis zwom, een reis van 5761 km.
In 1885 was Boyton betrokken bij de dood van Robert Emmet Odium, die stief na een sprong van de Brooklyn Bridge. Emmet was de broer van Charlotte Odium Smith, een activiste voor vrouwenrechten. Catherine Odium, de moeder van Robert en Charlotte, gaf Boyton de schuld van de dood van haar zoon. Boyton schreef mevrouw Odium een brief, waarin hij alle verantwoordelijkheid van zich afschoof. Deze brief liet hij ook publiceren in The New York Times en andere kranten. Daarop reisde mevrouw Odium naar New York om Boyton te bezoeken. Volgens haar had Boyton twee mannen op haar af gestuurd die beweerden rechter en advocaat te zijn. Deze twee waarschuwden haar om niets te zeggen tegen Boyton, opdat ze niet veroordeeld zou worden voor laster. Catherine Odium beweerde in de biografie van haar zoon, dat Boyton brieven had verborgen of vernietigd, waarin hij haar zoon, Robert Odium, aanmoedigde om naar New York te reizen en van de Brooklyn Bridge te springen.
Na dit incident verliet Boyton New York en stichtte een watercircus, waarmee hij rondtoerde als grootste act in het Barnum's Circus tijdens 1887. Hij vestigde zich in Chicago in 1888 en zag het succes van de Midway attracties op Chicago's Columbian Exposition in 1892. Hierop gebaseerd opende hij in 1894 zijn eerste pretpark (Paul Boyton's Water Chutes) in Chicago. Dit was ook het eerste park dat entree vroeg. Het jaar daarop kocht hij 65 000 m² land en opende het Sea Lion Park op Coney Island in 1895. Hij zette een omheining rond het domein en vroeg entree om het park te betreden. Later werd dit Coney Island Amusement Park. Boyton en zijn zeeleeuwen traden ook op in stille films zoals Feeding Sea Lions.
In 1902 verkocht Boyton Sea Lion Park aan Frederick Thompson en Elmer Dundy, die het park restylede. Het kreeg de nieuwe naam Luna Park, het eerste in een reeks van parken met diezelfde naam. Paul Boyton's Water Chutes werd definitief gesloten in 1908, als gevolg van de verhoogde concurrentie van parken als White City Amusement Parks, Electric Parks en Luna Parks, die opkwamen in de twaalf jaar na de Columbian Exposition.
Boytons rubberen pak werd vermeld door Jules Verne in Les tribulations d'un Chinois en Chine (Een Chinees drama) als een reddingsvest voor de held en zijn drie vrienden.
Boyton is opgenomen in de International Swimming Hall of Fame.